# Johnny Doran
Johnny Doran (1908, Rathnew - 19 januari 1950, Athy) was een Iers Uilleann piper van Traveller-afkomst. Hij was als reizend muzikant actief binnen de Ierse folk.

## Leven
Johnny Doran werd geboren rond 1908 in Rathnew, County Wicklow. Hij behoorde tot een gezin van Travellers met een grote muzikale geschiedenis. Zijn grootvader was de piper John Cash (1832-1906), bijgenaamd Cash the Piper, en ook zijn vader John Doran en broer Felix Doran waren pipers.
Als jonge twintiger begon Doran te werken als reizend muzikant en straatmuzikant, reizend in een houten caravan getrokken door een paard vanuit Dublin. Hij verdiende zijn geld door te spelen op kermissen, festivals, sportevenementen en andere publieke evenementen. Een van zijn stopplaatsen was in Spanish Point, waar hij speelde op de toenmalige paardenrenbaan. Zijn spel daar heeft Willie Clancy en Martin Talty geïnspireerd om voor de Uilleann pipes te kiezen als vaste instrument.
Gedurende de Tweede Wereldoorlog bleven zijn reizen door het land zeer beperkt, met name vanwege voedsel- en brandstofgebrek, maar na de oorlog begonnen zijn reizen weer. Tijdens de strenge winter van 1947/1948 vond Doran werk als metselaar bij collega-piper Andy Conroy.
Op 30 januari 1948 had Doran zijn caravan geparkeerd op een terrein nabij de Back Lane in Dublin, tegenover de Christ Church Cathedral. Het was een stormachtige dag en toen hij zijn schoenen vast maakte, stortte een stuk muur naast de caravan in. De caravan werd verpletterd door de stenen en Doran raakte zwaar gewond aan zijn rug, maag en hoofd. Doran en zijn gezin overleefde deze ramp maar Doran was vanaf zijn taille verlamd. Na ontslag uit het ziekenhuis probeerde hij het reizen weer te hervatten maar door zijn verzwakte conditie kwam hij niet verder dan County Kildare, waar veel familie woonde. Op 27 oktober 1949 werd hij in opgenomen in St. Vincent's Hospital in Athy waar hij op 19 januari 1950 overleed. Hij is begraven op de begraafplaats van Rathnew.
Gedurende zijn leven was Doran een van de meest bewonderde folk musici in Ierland. Op basis van de opnamen stelt de in folkmuziek gespecialiseerde wetenschapper Breandán Breathnach hem op dezelfde hoogte als de fiddlespeler Michael Coleman als een van de grootse Ierse folkmusici waarvan opnamen bekend zijn.
Doran was geheelonthouder en belijdend katholiek.

## Opnamen
Johnny Doran heeft nimmer commerciële album. uitgebracht. De Crisis van de jaren 1930 voorkwam dit.
Er is slechts een opname van de muziek van Dorans gemaakt. En deze opname kwam er omdat de fiddle-speler John Kelly, een vriend van Doran, bezorgd was over zijn gezondheid. Kelly nam contact op met de Irish Folklore Commission die zorgde voor de benodigde apparatuur. De opnamen vonden plaats in 1947 en de muziek werd opgenomen op acetaatschijven (een voorloper van de langspeelplaat).
De volgende stukken werden opgenomen:
1. Coppers and Brass/The Rambling Pitchfork/The Steampacket (Jigs/Reel)
2. The Bunch of Keys/Rakish Paddy/The Bunch of Keys (Reels)
3. Tarbolton/The Fermoy Lasses (Reels) (met John Kelly)
4. An Chúileann (Air)
5. Sliabh na mBan (Air)
6. Colonel Fraser/My Love Is In America/Rakish Paddy (Reels)
7. The Sweep's/The Harvest Home/The High Level/The Harvest Home (Hornpipes)
8. The Job of Journeywork (Set Dance)
9. The Blackbird (Set Dance)
10. The Sweep's/The Harvest Home/The High Level/The Harvest Home (Hornpipes)

### Discografie
De discografie is volledig gebaseerd op bovenstaande opnamen
- The Master Pipers, Volume 1; de originele acetaatschijven, 1947
- The Bunch of Keys; audio tape, 'Comhairle Bhéaloideas Éireann', 1988. Bewerking van bovenstaande
- Johnny Doran ~ The Master Pipers, Volume 1 re-mastered CD, 'Na Píobairí Uilleann', 2002. Bewerking van de acetaatschijven.

## Bekende musici die hij heeft beïnvloed
- Willie Clancy[17]
- Martin Talty[7]
- Davy Spillane[17][18]
- Paddy Keenan[17]
- Finbar Furey[17][19]
- Mickey Dunne[19]
- Martin Rochford[20]
- Seán Reid[21]